# Foca-monge-do-havaí
A foca-monge-do-havaí (Monachus schauinslandi) é um mamífero pinípede habitante das águas quentes do arquipélago havaiano.